# Moeschleria hulstii
Moeschleria hulstii är en fjärilsart som beskrevs av Heinrich Benno Möschler 1890. Moeschleria hulstii ingår i släktet Moeschleria och familjen silkesspinnare. Inga underarter finns listade i Catalogue of Life.